# Raïs
 (décembre 2014).
Si vous disposez d'ouvrages ou d'articles de référence ou si vous connaissez des sites web de qualité traitant du thème abordé ici, merci de compléter l'article en donnant les références utiles à sa vérifiabilité et en les liant à la section « Notes et références ».
Ne doit pas être confondu avec Raï, Raie, Rai ou Ray.
Raïs (en arabe رئيس, raʾīs) est un mot arabe signifiant « chef » ou « dirigeant ». Il est dérivé du terme ra's (رأس), signifiant « tête », lui même issu de l'amharique (ራስ), de même signification. Dans l'Empire Ottoman, le terme Reïs (« capitaine » en turc ottoman) était utilisé par certains dignitaires, le plus connu étant le Reis-effendi, ministre des Affaires étrangères.

## Monde arabe
De nos jours, ce terme désigne un chef politique dans le monde arabe ; il traduit en particulier le mot président :
- raʾīs al-jumhūrīya, رئيس الجمهورية : président de la République
- nāʾib al-raʾīs, نائب الرئيس : vice-président

En Algérie les chefs de navire de guerre de la régence d'Alger durant l'ère ottomane étaient appelés les raïs et ils jouissaient d'une large autonomie. Le titre est aussi porté par le président de la République algérienne (Raʾīs al-Jumhūriyya al-Jazāʾiriyya).

## Congo-Kinshasa
Le titre de raïs est utilisé de manière informelle pour désigner l'ancien président de la République, Joseph Kabila. Ce titre informel a été cité pour la première fois au concert musical du musicien JB Mpiana et ce devenu depuis la personnalisation de Joseph Kabila.

## Ancien royaume de Jérusalem
Dans l'ancien royaume franc de Jérusalem, le tribunal chargé de juger les affaires concernant la population locale d'origine indigène était présidé par le raïs et portait le nom de cour du raïs.

## Dans la culture populaire
Dans le film parodique OSS 117 : Le Caire, nid d'espions de Michel Hazanavicius (2006), l'agent OSS 117 (interprété par Jean Dujardin) donne à un des employés de l'entreprise qui lui sert de couverture une photo du président René Coty : « C'est notre raïs à nous. C'est M. René Coty. Un grand homme. »